# Dearing (Georgia)
Dearing è una città degli Stati Uniti d'America, situata in Georgia, nella Contea di McDuffie.